# Maurizio De Giovanni
Maurizio de Giovanni (Napoli, 31 marzo 1958) è uno scrittore, sceneggiatore, drammaturgo e autore televisivo italiano, autore perlopiù di romanzi gialli.

## Biografia
È nato nel 1958 a Napoli, dove vive e lavora. Nel 2005 partecipa a un concorso riservato a giallisti emergenti indetto da Porsche Italia presso il Gran Caffè Gambrinus, ideando un racconto ambientato nella Napoli degli anni trenta intitolato I vivi e i morti, che diventa la base di un romanzo edito da Graus Editore nel 2006, Le lacrime del pagliaccio, poi riedito l'anno successivo con il titolo Il senso del dolore: ha così inizio la serie di inchieste del commissario Ricciardi.
Nel 2007 Fandango pubblica Il senso del dolore. L'inverno del commissario Ricciardi, la prima opera ispirata alle quattro stagioni, cui seguono nel 2008 La condanna del sangue. La primavera del commissario Ricciardi, nel 2009 Il posto di ognuno. L'estate del commissario Ricciardi e nel 2010 Il giorno dei morti. L'autunno del commissario Ricciardi.
Nel 2011 esce in libreria, questa volta per Einaudi Stile Libero, Per mano mia. Il Natale del commissario Ricciardi; nel 2012 l'autore si cimenta in un noir ambientato nella Napoli contemporanea e pubblica con Mondadori il libro intitolato Il metodo del coccodrillo che vede protagonista l'ispettore Lojacono. Nello stesso anno con Einaudi, oltre a pubblicare le stagioni del commissario Ricciardi in versione tascabile, pubblica il romanzo Vipera. Nessuna resurrezione per il commissario Ricciardi. 
Nel 2013 torna in libreria con il romanzo I bastardi di Pizzofalcone, ispirato all'87º Distretto di Ed McBain, segnando la transizione del personaggio dal genere noir al police procedural, e poi con Buio per i bastardi di Pizzofalcone. Nello stesso anno all'interno dell'antologia Regalo di Natale, edito da Sellerio, esce un suo racconto dal titolo Un giorno di Settembre a Natale.
Nel 2014 escono In fondo al tuo cuore. Inferno per il commissario Ricciardi, sempre per Einaudi, nuovo romanzo del commissario Ricciardi, e Gelo per i Bastardi di Pizzofalcone, un nuovo racconto incentrato sulla squadra dell'ispettore Lojacono. Nel luglio 2015 esce Anime di vetro. Falene per il commissario Ricciardi e l'anno successivo Serenata senza nome. Notturno per il commissario Ricciardi. 
Nel dicembre 2016 esce Pane per i Bastardi di Pizzofalcone. L'anno 2017 vede la pubblicazione del primo di una nuova trilogia di libri di genere mistery chiamata I guardiani. Avvia nel 2018 il ciclo di romanzi sull'ex agente segreto Sara con Sara al tramonto e nel 2019, dopo due precedenti racconti, quelli sull'assistente sociale Mina Settembre con Dodici rose a Settembre.
Molti dei suoi romanzi sono stati tradotti in inglese, spagnolo, catalano, tedesco e francese.
Dalle sue opere sono tratte quattro fiction televisive: nel 2017 I bastardi di Pizzofalcone, nel 2021 Mina Settembre e Il commissario Ricciardi e nel 2025 Sara - La donna nell'ombra.
De Giovanni ha scritto anche per il teatro, adattando Qualcuno volò sul nido del cuculo di Kesey e American Buffalo di Mamet, e realizzando i testi originali di Ingresso indipendente, Mettici la mano e Il silenzio grande. Da quest'ultimo è stato tratto anche l'omonimo film diretto da Alessandro Gassmann.
Fa parte del gruppo di scrittori che conducono il laboratorio di scrittura con i ragazzi reclusi nell'Istituto Penale Minorile di Nisida. Nel luglio 2020 è stato nominato dal Consiglio regionale della Campania, presidente del Comitato scientifico per la salvaguardia e la valorizzazione del patrimonio linguistico napoletano per promuovere iniziative di studio e ricerca sulla lingua napoletana.

### Vita privata
Maurizio de Giovanni è stato sposato con Silvia Pannitti, da cui ha avuto due figli; dopo la separazione si è legato a Paola Egiziano. È ateo.

## Riconoscimenti
- Nel 2012 ha vinto il premio Scerbanenco.
- Nel 2013 riceve il premio Fedeli.
- Nel 2015 il comune di Cervinara gli conferisce la cittadinanza onoraria.[5]
- Nel settembre 2021 l'Università degli Studi di Napoli Federico II ha conferito a Maurizio De Giovanni la Laurea honoris causa in filologia moderna.
- Nel settembre 2021 gli è stato conferito il Nastro d'argento speciale per la scrittura.
- Nel 2022 ha vinto il Premio letterario Basilicata per il romanzo L'equazione del cuore.[6]
- Nel 2023 ha vinto la 36ª edizione del Premio Procida Isola di Arturo Elsa Morante sezione Autore dell'anno.
- Nel 2023 gli è stato assegnato il Premio Carlo Missaglia per la sua attività sia di scrittore che di rappresentante della cultura partenopea.
- Nel 2024 Frattamaggiore Riconoscimento del Premio GENIUS LOCI- PulciNellaMente [7]
- Il 27 dicembre 2024 Maurizio è stato insignito del titolo di Cittadino Onorario della Città di Camigliano, in Provincia di Caserta, alla presenza del Sindaco di Camigliano, Avv. Antonio Veltre.[8]

## Opere

### Romanzi del Commissario Ricciardi
- 2006 – Le lacrime del pagliaccio, Graus Editore (ripubblicato nel 2007 da Fandango col titolo Il senso del dolore. L'inverno del commissario Ricciardi)
- 2008 – La condanna del sangue. La primavera del commissario Ricciardi, Fandango poi rist. Einaudi
- 2009 – Il posto di ognuno. L'estate del commissario Ricciardi, Fandango poi rist. Einaudi
- 2010 – Il giorno dei morti. L'autunno del commissario Ricciardi, Fandango poi rist. Einaudi
- 2011 – Per mano mia. Il Natale del commissario Ricciardi, Einaudi
- 2012 – Vipera. Nessuna resurrezione per il commissario Ricciardi,[9] Einaudi
- 2014 – In fondo al tuo cuore. Inferno per il commissario Ricciardi,[10] Einaudi
- 2015 – Anime di vetro. Falene per il commissario Ricciardi, Einaudi
- 2016 – Serenata senza nome. Notturno per il commissario Ricciardi, Einaudi
- 2017 – Rondini d'inverno. Sipario per il commissario Ricciardi, Einaudi
- 2018 – Il purgatorio dell'angelo. Confessioni per il commissario Ricciardi, Einaudi
- 2019 – Il pianto dell'alba. Ultima ombra per il commissario Ricciardi, Einaudi
- 2022 – Caminito. Un aprile del commissario Ricciardi, Einaudi.
- 2023 – Soledad. Un dicembre del commissario Ricciardi, Einaudi.
- 2024 - Volver. Ritorno per il commissario Ricciardi, Einaudi

### Racconti del Commissario Ricciardi
- 2012 – L'omicidio Carosino. Le prime indagini del commissario Ricciardi,[11] Cento Autori
- 2014 – Febbre (racconto contenuto nell'antologia Giochi criminali,[12] Einaudi)
- 2015 – Una domenica con il commissario Ricciardi, Skirà (libro fotografico)
- 2017 – L'ultimo passo di tango, Rizzoli (comprende tutti i racconti di De Giovanni: Il commissario Ricciardi, Anime, Napoli e altrove, Nove volte per amore)

### I bastardi di Pizzofalcone
- 2012 – Il metodo del coccodrillo, Mondadori
- 2013 – I bastardi di Pizzofalcone, Einaudi
- 2013 – Buio per i bastardi di Pizzofalcone, Einaudi
- 2014 – Gelo per i bastardi di Pizzofalcone, Einaudi
- 2015 – Cuccioli per i bastardi di Pizzofalcone, Einaudi
- 2016 – Pane per i bastardi di Pizzofalcone, Einaudi
- 2017 – Vita quotidiana dei Bastardi di Pizzofalcone, Einaudi
- 2017 – Souvenir per i bastardi di Pizzofalcone, Einaudi
- 2018 – Vuoto per i bastardi di Pizzofalcone, Einaudi
- 2019 – Nozze per i bastardi di Pizzofalcone, Einaudi
- 2020 – Fiori per i bastardi di Pizzofalcone, Einaudi
- 2021 – Angeli per i bastardi di Pizzofalcone, Einaudi
- 2024 - Pioggia per i bastardi di Pizzofalcone, Einaudi

### Mina Settembre
- 2013 – Un giorno di Settembre a Natale (racconto contenuto nell'antologia Regalo di Natale,[13] Sellerio editore)
- 2014 – Un telegramma da Settembre (racconto contenuto nell'antologia La scuola in giallo, Sellerio editore)
- 2019 – Dodici rose a Settembre, Sellerio editore
- 2020 – Troppo freddo per Settembre, Einaudi
- 2021 – Una sirena a Settembre, Einaudi

### I Guardiani
- 2017 – I Guardiani, Rizzoli

### Sara
- 2018 – Sara che aspetta (racconto contenuto in Sbirre, con Massimo Carlotto e Giancarlo De Cataldo), Rizzoli
- 2018 – Sara al tramonto, Rizzoli
- 2019 – Le parole di Sara, Rizzoli
- 2020 – Una lettera per Sara, Rizzoli
- 2021 – Gli occhi di Sara, Rizzoli
- 2022 – Un volo per Sara, Rizzoli
- 2023 – Sorelle. Una storia di Sara, Rizzoli
- 2025 – Il pappagallo muto. Una storia di Sara, Rizzoli

### La serie sportiva
- 2008 – Juve-Napoli 1-3 - la presa di Torino, Cento Autori
- 2009 – Ti racconto il 10 maggio, Cento Autori
- 2010 – Miracolo a Torino - Juve Napoli 2-3, Cento Autori
- 2010 – Storie azzurre, Cento Autori (antologia di racconti)
- 2010 – Maradona è meglio 'e Pelé (racconto contenuto nell'antologia Per segnare bisogna tirare in porta, Spartaco)
- 2014 – La partita di pallone - Storie di calcio,[14] Sellerio editore (antologia di racconti di autori diversi)
- 2015 – Il resto della settimana, Rizzoli

### Altre opere
- 2005 – Il maschio dominante, Graus & Boniello
- 2007 – Le beffe della cena ovvero piccolo manuale dell'intrattenimento in piedi, Kairòs
- 2010 – L'ombra nello specchio, Kairòs
- 2010 – Mammarella, Cagliostro ePress
- 2011 – Scusi, un ricordo del terremoto dell'ottanta? (racconto contenuto nelle antologie Trema la terra, Neo edizioni e Una lunga notte, Cento Autori)
- 2012 – Gli altri fantasmi, Spartaco
- 2012 – Respirando in discesa, Senza Patria
- 2012 – Per amore di Nami, Zefiro
- 2013 – Gli altri, Tunué (fumetto tratto dall'opera teatrale Gli altri fantasmi)
- 2013 – Il tappo del 128 (racconto contenuto nell'antologia Racconti in sala d'attesa,[15] Caracò)
- 2013 – Le voci dal muro in Nessuna più: quaranta autori contro il femminicidio, Elliot
- 2014 – Le mani insanguinate,[16] Cento Autori (antologia di racconti)
- 2014 – Verità imperfette,[17] Del Vecchio Editore (scritto con altri autori)
- 2015 – Ti voglio bene in Roberto Colonna (a cura di), Il fantastico. Tradizioni a confronto, in Pagine Inattuali, Salerno, Edizioni Arcoiris, 2014
- 2015 – Istantanee in Nessuno ci ridurrà al silenzio (a cura di Maurizio De Giovanni),[18] Cento Autori (antologia di racconti)
- 2015 – Una mano sul volto, Ed. Ad est dell'equatore (a cura di, con un racconto di Maurizio De Giovanni),[19] antologia contro la violenza sulle donne
- 2015 – Le solitudini dell'anima, Cento Autori (antologia di racconti) ISBN 9788868720360, nella quale è contenuto un racconto inedito sul giovane Alfredo Ricciardi
- 2016 – Nove volte per amore, Cento autori (antologia di racconti)
- 2018 – L'Ultima prova (il romanzo di Nisida), scritto con I Nisidiani
- 2020 – Tre passi per un delitto, Einaudi, con Giancarlo De Cataldo e Cristina Cassar Scalia
- 2020 – Il concerto dei destini fragili, Solferino
- 2022 – L'equazione del cuore, Mondadori
- 2022 – Tutto il teatro, Einaudi
- 2025 - L'antico amore, Mondadori, ISBN 9788804761235

## Teatro

### Adattamento
- Qualcuno volò sul nido del cuculo, regia di Alessandro Gassmann (2015)
- American Buffalo, regia di Marco D'amore (2016)
- Il Don Chisciotte della Pignasecca, regia di Alessandro Maggi (2018)

### Soggetto e sceneggiatura
- Ingresso indipendente, interpretato da Serena Autieri e Tosca D'Aquino (2016)
- Il silenzio grande, regia di Alessandro Gassmann (2019, 2022-2023)
- Mettici la mano, regia di Alessandro D'Alatri, interpretato da Antonio Milo, Adriano Falivene e Elisabetta Mirra (2021)
- La scatola di biscotti, regia di Andrea Renzi, interpretato da Marina Confalone, Chiara Baffi, Andrea Cioffi, Silvia D'Anastasio (2023)

## Cinema

### Soggetto e sceneggiatura
- Il silenzio grande, regia di Alessandro Gassmann (2021)

## Televisione

### Soggetto e sceneggiatura
- I Bastardi di Pizzofalcone – serie TV (2017-2018-2021)
- Il commissario Ricciardi – serie TV (2021-2023)
- Mina Settembre – serie TV (2021-2025)

### Ideatore
- Resta con me – serie TV (2023)

### Conduttore
- La biblioteca dei sentimenti – programma TV (2023)

## Fumetti

### Il commissario Ricciardi
Il commissario Ricciardi è stato oggetto di trasposizioni da tre diverse case editrici. 
Nel 2010 l'editore Cagliostro E-Press pubblica Mammarella. Una storia a fumetti del commissario Ricciardi (di Alessandro Di Virgilio, Claudio Valenti e Maurizio de Giovanni) mentre nel 2015 l’editore Star Comics pubblica I vivi e i morti. Un'indagine del commissario Ricciardi (di Alessandro di Virgilio, Emanuele Gizzi, Carmine Di Giandomenico e Maurizio De Giovanni). Dal 2017 inizia la serie regolare dall'editore Sergio Bonelli Editore.

### I bastardi di Pizzofalcone
I bastardi di Pizzofalcone a fumetti (Romanzi a fumetti Bonelli) 
| N° | Titolo                                                | Data cartonato | Data brossurato | Collana brossurato      |
| -- | ----------------------------------------------------- | -------------- | --------------- | ----------------------- |
| 1  | I bastardi di Pizzofalcone                            | 18/04/19       | 09/07/19        | Romanzi a fumetti n. 41 |
| 2  | I bastardi di Pizzofalcone. Buio                      | 03/12/20       | 11/08/21        | Romanzi a fumetti n. 43 |
| 3  | I bastardi di Pizzofalcone. Il metodo del coccodrillo | 16/12/21       | 18/10/22        | Romanzi a fumetti n. 47 |
| 4  | I bastardi di Pizzofalcone. Gelo                      | 27/01/23       | 21/10/2023      | Romanzi a fumetti n. 49 |

### Annotazioni
1. ↑  Pubblicato anche in versione variant con copertina diversa.

### Fonti
1. ↑   Paolo Ghisleni, Lo scrittore De Giovanni: il mio ispettore Lojacono in una fiction coi "Bastardi", su Bergamonews, 20 novembre 2014. URL consultato l'8 gennaio 2015 (archiviato dall'url originale l'8 gennaio 2015).
2. ↑   Nasce il Comitato tecnico per tutelare la lingua napoletana, su la Repubblica, 29 luglio 2020. URL consultato il 30 luglio 2020.
3. ↑   Maurizio De Giovanni: età, malattia, moglie, figli e biografia dello scrittore, su Tag24, 16 marzo 2023. URL consultato il 18 giugno 2023.
4. ↑   Lucio Giordano, Per me non esiste e per questo vivo un tormento interiore perché continuo a cercarlo e non riesco a trovarlo, in Dipiù, n. 25, 23 giugno 2023,  pp. 86-89.
5. ↑   Maurizio De Giovanni ospite a Cervinara, in Ottopagine.it, 5 dicembre 2015. URL consultato il 28 marzo 2017.
6. ↑   A De Giovanni il premio "Basilicata" per la narrativa, su ansa.it, 9 ottobre 2022. URL consultato il 26 ottobre 2022.
7. ↑   https://www.frattamaggiorenews.com/2024/05/04/frattamaggiore-consegnato-oggi-a-maurizio-de-giovanni-il-premio-genius-loci-premio-pulcinellamente-2024/
8. ↑   CAMIGLIANO – Lo scrittore Maurizio De Giovanni è Cittadino Onorario della Città. La cerimonia tenutasi ieri sera (video), 28 dicembre 2024. URL consultato il 28 dicembre 2024.
9. ↑   Vipera. Nessuna resurrezione per il commissario Ricciardi, su Einaudi. URL consultato il 16 settembre 2014.
10. ↑   In fondo al tuo cuore, su Einaudi. URL consultato il 1º luglio 2014.
11. ↑   L'omicidio Carosino. Le prime indagini del commissario Ricciardi, su Cento Autori. URL consultato il 16 settembre 2014 (archiviato dall'url originale il 31 marzo 2014).
12. ↑   Giochi Criminali, su Einaudi. URL consultato il 9 marzo 2014.
13. ↑   Regalo di Natale, su Sellerio editore. URL consultato il 15 febbraio 2014.
14. ↑   La partita di pallone - Storie di calcio, su Sellerio Editore. URL consultato il 5 giugno 2014.
15. ↑   Racconti in sala d'attesa-Caracò, su caraco.it. URL consultato il 9 febbraio 2014 (archiviato dall'url originale il 22 febbraio 2014).
16. ↑   Le mani insanguinate- Cento Autori, su centoautori.it. URL consultato il 15 febbraio 2014 (archiviato dall'url originale il 22 febbraio 2014).
17. ↑   Verità imperfette, su delvecchioeditore.com. URL consultato il 18 marzo 2014 (archiviato dall'url originale il 2 febbraio 2017).
18. ↑   Nessuno ci ridurrà al silenzio il calendario delle presentazioni, su centoautori.it, Edizioni Cento Autori, 17 giugno 2015. URL consultato il 7 luglio 2021 (archiviato dall'url originale l'11 luglio 2015).
19. ↑   Una mano sul volto | Aa. Vv. a cura di Maurizio De Giovanni | Ad est dell'equatore, su www.adestdellequatore.com. URL consultato il 29 luglio 2015 (archiviato dall'url originale il 7 novembre 2015).